# Limuzinski dijalekt
Limuzinski dijalekt  (ISO 639-3: oci; oksitanski. Francuski  limousin, okcitanski lemosin; Nekada je smatran posyebnim jezikom pod kodnim nazivom ISO 639-3: lms)  / 'Izvorni naziv limousin označava vrstu kabanice koje su nosili limuzinski pastiri i kočijaši' / jedan od šest okcitanskih dijalekata, šire iberoromanske skupine koji se govori u provinciji Limousin i Périgordu u Francuskoj. Ima dva dijalekta gornjolimuzinski (haut-limousin) oko Limogesa, Guéreta i Nontrona u Charente i donjolimuzinski (bas-limousin) oko Corrèzea i Périgorda. Oko 10 000

## Vanjske poveznice
- Ethnologue (14th)
- Ethnologue (16th)